# پایگاه هوایی اودسا/استراوبری لیکز
پایگاه هوایی اودسا/استراوبری لیکز (به انگلیسی: Odessa/Strawberry Lakes Aerodrome) یک فرودگاه همگانی است که یک باند فرود چمن دارد و طول باند آن ۷۱۶ متر است. این فرودگاه در کشور کانادا قرار دارد و در ارتفاع ۶۵۸ متری از سطح دریا واقع شده‌است.